# Уоллес, Роберт (экономист)
Роберт Уоллес (англ. Robert Wallace; 7 января 1697 год — 29 июля 1771 год) — британский священнослужитель, экономист, автор оригинальной «теории народонаселения», согласно которой человечеству угрожает гибель от перенаселения, отсрочить которую помогают ниспосылаемые провидением войны, эпидемии и нищета.

## Биография
Роберт родился 7 января 1697 года в семье приходского священника Кинкардина графства Пертшир Мэтью Уоллеса и матери Маргарет Стюарт. Роберт был в семь единственным сыном.
Получил образование в Стерлингской гимназии, затем поступил в Эдинбургский университет в 1711 году. В 1720 году был помощником Джеймса Грегори, Эдинбургского профессора математики. Он был одним из основателей Ранкенского клуба в 1717 году.
31 июля 1722 года Уоллес был лицензирован в качестве проповедника пресвитерией Данблейна графства Пертшир, и маркиз Аннандейл представил его приходу Моффат графства Дамфришир в августе 1723 года. В 1733 году он стал священником Церкви францисканцев в Эдинбурге. В 1736 году выступил против правительства, когда отказался зачитать с кафедры воззвание против портовых бунтовщиков. 30 августа 1738 года он был переведен в новую Северную Церковь. В 1742 году, после смены служения в Вестминстере, он вновь обрел влияние, и ему было поручено в течение пяти лет управлять церковным бизнесом и распределять церковное покровительство. По предложению Джона Мэтисона из Высшей Церкви Эдинбурга Уоллес вместе с Александром Вебстером из Толбутской церкви в Эдинбурге создали фонд для вдов служителей.
12 мая 1743 года Уоллес был избран председателем Общего собрания Церкви Шотландии. Он утвердил Фонд вдов. в конце года он представил его в Лондоне Роберту Крейги, Лорду адвокату, который увидел в нём закон.
В июне 1744 года Уоллес был назначен королевским капелланом Шотландии и деканом Королевской капеллы. Он получил почетную степень D.D. от Эдинбургского университета 13 марта 1759 года.
Уоллес умер 29 июля 1771 года.
Семья
Роберт Уоллес был женат на Хелен, дочери Джорджа Тернбулла, священника из Тайнингейма графства Хаддингтоншир. Хелен умерла 9 февраля 1776 года. У них остались двое сыновей, Мэтью и Джорж, и дочь Елизавета, все они умерли незамужними. Мэтью стал викарием Тентердена графства Кент. Джорж (1727—1805) стал адвокатом и писателем.

## Вклад в науку
Роберт Уоллес опубликовал в 1753 году свою «Диссертацию о численности человеческого рода», первоначально прочитанной перед философским обществом Эдинбурга в 1746 году. Уоллес выдвинул гипотезу о том, что население коррелирует с наличием продовольствия. Отсюда страны, сосредоточенные на сельском хозяйстве, как правило, более многочисленны. Уоллес предложил явные естественные темпы роста населения, рассчитав, что население естественным образом удваивается каждые 33½ года. В то время этот показатель эмпирически не рассматривался, поэтому он провёл обследование различных нынешних социально-экономических условий (и политики), сдерживающих рост населения. Уоллес указывает также на растущий вкус к роскоши и пренебрежение сельским хозяйством для поддержания роста населения меньше, чем это могло бы быть в противном случае. Он сравнивает состояние XVIII века Европы с античным миром. Уоллес утверждал, что население сократилось с античной эпохи, однако это было оспорено в 1752 году дискурсом Дэвида Юма, что побудило Уоллеса добавить обширный ответ в 1753 году в опубликованном издании. Идеи Уоллеса и исследования в области демографии оказали значительное влияние на теорию народонаселения Роберта Мальтуса. Карл Маркс считал, что «почитатели Мальтуса не знают даже, что первое издание его работы почти целиком списано у Стюарта, а также у попов Уоллеса и Таунсенда». Уоллес доказывал, что в то время как животные и растения размножаются в арифметической прогрессии, люди размножаются в геометрической. Эту теорию Маркс назвал «химерической».
В своем «Трактате о характеристиках» 1758 года Уоллес сформулировал новую версию меркантилизма и оспорил теорию количества денег Юма, утверждая, что увеличение предложения денег может увеличить промышленность и богатство.
Проповедь Уоллеса «Различные перспективы человечества» 1761 года — это сожаление о состоянии и перспективах современного мира. Уоллес формулирует мир без собственности, ориентированный на счастье и пропаганду. Однако и такое утопическое положение дел было обречено, поскольку рост населения в конечном итоге ударит по его природному ресурсному барьеру с вытекающим из этого мальтузианским злом нищеты, голода и конфликтов.